# اليوم العالمي للإعلام الإنمائي
اليوم العالمي للإعلام الإنمائي هو حدث للأمم المتحدة، يُقام في 24 أكتوبر من كل عام، أقرته الجمعية العامة للأمم المتحدة في 19 ديسمبر 1972، ويهدف إلى جذب انتباه الرأي العام العالمي سنويًا إلى مشكلات التنمية وضرورة تعزيز التعاون الدولي لحلها.

## وصلات خارجية
- الموقع الرسمي.